# ELearning Manager
eLearning Manager（イーラーニングマネージャー）は、株式会社ジンジャーアップが販売している学習管理システム（Learning Management System：LMS）である。
オンプレ、専用クラウド、ASPの三形態で提供され、日本語・英語・中国語・韓国語の4か国語に対応したeラーニングを行うことができる。

## 特徴
eLearning Managerは、基本的な学習機能・管理機能に加えて、教材作成・集合研修管理・アンケート管理・メール送信・文言や画面デザインの変更といった機能が標準で搭載されている。
学習教材の再生にはFlashプラグインが必要な場合があるが、その他の機能はすべてWebブラウザのみで動作する。
国際標準規格SCORM1.2に完全準拠していることにより、同じくSCORM1.2に準拠して作成された教材コンテンツをアップロードして動作させることができる。他社製品で作成されたコンテンツやSCORM非対応コンテンツも、SCORM対応形式に変換可能なため、乗り換えのしやすい学習管理システムとして評価が高く、シェアを伸ばしてきている。
また、eLearning Managerは、同種のシステムに比べて安価に導入できる。特に2000ユーザを超える規模での長期的なeラーニングでは、費用を非常に低く抑えることができるため、中央官公庁や大企業で多く導入されているのも特徴である。
さらに、SCORMに次ぐ新規格である Experience API 仕様に基づいた LRS (Learning Record Store) を国内で初めて独自開発し、連動するサービスをいち早く提供開始している。

## リリース履歴
2007年　eLearning Manager 4U
2013年　eLearning Manager Z